# Ilídio Machado
Ilídio Tomé Alves Machado (Luanda, 17 de dezembro de 1914 - 28 de agosto de 1983) foi um funcionário publico, político e importante liderança anticolonial angolana.
Nascido em Luanda em 17 de dezembro de 1914, Ilídio Machado era filho de Domingos José Alves Machado e de Balbina Domingos Machado. Seus irmãos, Humberto Machado e Américo Alves Machado, foram outros nomes importantes da luta nacionalista angolana. Trabalhou como oficial postal da Direcção dos Serviços de Correios, Telégrafos e Telefones.
Passou a se envolver nos grupos anticoloniais e nacionalistas angolanos, se tornando membro-chave da Liga Nacional Africana e depois do Partido Comunista Angolano (PCA). Enquanto membro do PCA, foi fundamental na fundação do Movimento Popular de Libertação de Angola (MPLA) em 10 de dezembro de 1956 (o manifesto fundador foi redigido justamente em sua casa), juntamente com Viriato Clemente da Cruz, Mário António, António Jacinto, Lúcio Lara, Mário Pinto de Andrade e Joaquim Pinto de Andrade. Mantinha um notável trabalho de divulgação nacionalista panfletária no interior do país e da correspondência para o exterior denunciando a situação colonial (o trabalho de correspondência era feito juntamente com seu irmão Humberto), inclusive na organização de emigrados e exilados angolanos interessados na luta anticolonial. Contrariamente à maioria dos nacionalistas angolanos de sua época, decalarava-se ateu.
Foi o primeiro presidente do MPLA até ser preso em 1959, no chamado Processo dos 50, por suas atividades nacionalistas, tendo indicado inicialmente Mário Pinto de Andrade e depois Agostinho Neto como seus substitutos. Antecipando-se à prisão, Ilídio Machado ordenou a retirada de parte da liderança do MPLA de Luanda até setembro de 1957, confiando a Mário de Andrade e Viriato da Cruz a formação de um núcleo de relações exteriores e sede no exílio em Paris e Francoforte do Meno. Permanecem em Luanda liderando as ações do MPLA Ilídio Machado, Joaquim de Andrade, Sebastião Kiwima e Manuel Pedro Pacavira.
No Processo dos 50, foi acusado de pertencer ao Movimento para a Independência de Angola (MIA), um dos grupos que se fundiram e constituíram o MPLA. Foi julgado no Tribunal Militar Territorial de Angola, e sentenciado, em 2 de dezembro de 1961, a 4 anos de prisão maior, suspensão de todos os direitos políticos por 8 anos e medidas de segurança com internamento de 6 meses a 3 anos, prorrogáveis. Cumpriu sua pena no Campo de Concentração do Tarrafal de 26 de fevereiro de 1962 a 3 de fevereiro de 1965.
Mesmo preso, o MPLA o manteve como vice-presidente honorário a partir de 1961. Estando sob constante monitoramento após a sua liberdade condicional com obrigação de residência fixa em Luanda, ficou distante dos movimentos nacionalistas até 1974, quando, após a Revolução dos Cravos, envolve-se nas tentativas de reunificação da Revolta Activa com o MPLA.
Ainda privado de seus direitos políticos, é destacado pelo MPLA para secretamente reorganizar as estruturas do partido em Luanda, tendo trabalhado na formação dos comitês partidários na periferia da capital angolana, participando, particularmente, do Comitê de Ação Política.
Torna-se o primeiro Director-Geral dos Correios de Angola no pós-independência angolana, em 1975, deixando o cargo em 1979 para assumir como Vice-Ministro das Comunicações, cargo que ocupa até seu falecimento, em 1983.